# Hedvika Šlezijska
Hedvika Šlezijska (poljsko Święta Jadwiga Śląska), tudi Hedvika Andeška (nemško Heilige Hedwig von Andechs, latinsko Hedvigis) iz bavarske komitske hiše Andechs, je bila od leta 1201 vojvodinja Šlezije, od leta 1231 vojvodinja Velikopoljske in od leta 1232 do 1238 velika vojvodinja žena Poljske, * 1174, † 15. oktober 1243.
Papež Klemen IV. jo je leta 1267 razglasil za svetnico rimskokatoliške cerkve.

## Življenje
Hedvika je bila hči grofa   Bertholda IV. Andeškega, mejnega grofa Kranjske in Istre, in njegove druge žene Neže Wettinske. Rojena je bila na gradu Andechs v vojvodini Bavarski. Njena starejša sestra Neža se je poročila s francoskim kraljem Filipom II., zakon je bil leta 1200 razveljavljen, njena sestra Gertruda, ubita leta 1213, pa z ogrskim kraljem Andrejem II.  Najmlajša Matilda je postala opatinja benediktinske opatije Kitzingen na Frankovskem, kjer se je Hedvika izobraževala. Hedvikin brat Ekbert je bil andeško-meranski grof in škof v Bambergu. Brat Bertold je bil kaloški nadškof in oglejski patriarh, medtem ko je bil njen brat Henrik, mejni grof Istre in prvi gospod Kranjske. Preko sestre Gertrude je bila teta Elizabete Ogrske. 

### Vojvodinja žena
Hedviko so pri dvanajstih letih poročili s Henrikom I. Bradatim, sinom in dedičem šlezijskega pjastovskega vojvode Boleslava I. Visokega. Ko je Henrik leta 1201 nasledil svojega očeta, se je moral takoj spopasti s svojimi sorodniki Pjasti, najprej s stricem Mješkom IV. Krivonogim, ki je zasedel gornješlezijsko vojvodino Opole. Leta 1206 sta se Henrik in njegov bratranec, velikopoljski vojvoda Vladislav III. Vitkonogi, strinjala, da bosta zamenjala šlezijsko deželo Lubusz in regijo Kalisz, kar je naletelo na oster protest Vladislavovega nečaka Vladislava Odoniča. Ko je Henrik I. leta 1227 odšel v Gąsawo, da bi se srečal s svojimi bratranci Pjasti, so ga iz zasede napadli. Njemu je za las uspelo rešiti življenje, medtem ko so velikega vojvodo Leška I. Belega možje pomerelskega vojvode Svetopolka II.  ubili.
Naslednje leto je Leška I. na položaju velikega vojvode nasledil Henrikov zaveznik Vladislav III. Vitkonogi. Ker se je Vladislav še vedno boril s svojim nečakom v Velikopoljski, je Henrika postavil za guvernerja v Krakovu, s čimer se je šlezijski vojvoda ponovno zapletel v spor glede Seniorske province. Leta 1229 ga je na gradu Plock ujel in aretiral tekmec, vojvoda Konrad I. Mazovski. Hedvika je odšla v Plock in uspela pregovoriti Konrada, da ga je osvobodil.
Po smrti poljskega velikega vojvode Vladislava III. leta 1231 je Hedvikin mož Henrik I. postal tudi vojvoda Velikopoljske in naslednje leto zavladal kot veliki vojvoda Krakova. S tem je postal prvi potomec Vladislava II. Izgnanca iz rodbine Šlezijskih Pjastov, ki je dobil oblast nad Šlezijo in Senioratom v skladu z oporoko Boleslava III. Krivoustega iz leta 1138.

### Vdova
Henrika I. so po smrti leta 1238 pokopali v samostanu cistercijanskih nun v Trzebnici, ki ga je na Hedvikino zahtevo ustanovil leta 1202. 
Ovdovela Hedvika se je preselila v samostan, ki ga je vodila njena hči Gertruda, in prevzela redovne obveze laične sestre, ni pa se zaobljubila. V Šlezijo je povabila številne nemške vernike iz Svetega rimskega cesarstva, pa tudi nemške naseljence, ki so v času nemške kolonizacije vzhoda ustanovili številna mesta, naselja in vasi in začeli obdelovati puste dele Šlezije.
Hedvika in Henrik sta imela veliko hčera in samo enega preživelega sina, Henrika II. Pobožnega, ki je nasledil očeta na položaju šlezijskega in poljskega velikega vojvode. Po moževi smrti je bila priča tudi sinove smrti v bitki pri Legnici leta 1241, ko je med mongolsko invazijo na Poljsko zaman čakal na pomoč cesarja Friderika II.  Upanje na ponovno združeno Poljsko je bilo po njegovi smrti izgubljeno. Šlezija sama je bila razdrobljena na številna vojvodstva sinov Henrika II. Hedvika in njena snaha, Henrikova vdova Ana Češka, sta ustanovili benediktinsko opatijo na Legniškem polju, kjer je potekala bitka z Mongoli, in jo naselili z menihi iz Opatovic na Češkem.
Hedvika in Henrik sta živela zelo pobožno, zlasti ona. Svojega moža je podpirala pri darovanju avguštinski župniji Nowogród Bobrzański (Naumburg) in poveljstvu vitezov templjarjev v Oleśnici Mali (Klein Oels). Vedno je pomagala ubogim, vdovam in sirotam, ustanovila več bolnišnic za običajne bolnike in gobavce ter vse svoje premoženje darovala Cerkvi. Po legendi je tudi pozimi hodila bosa in ko jo je vroclavski škof pozval, naj nosi čevlje, jih je nosila v rokah.
15. oktobra 1243 je umrla in bila pokopana v opatiji Trzebnica ob svojem možu. Njene relikvije so shranjene v opatiji Andechs in stolnici sv. Hedvike v Berlinu.

## Čaščenje
Hedviko je leta 1267 za svetnico razglasil papež Klemen IV., pristaš cistercijanskega reda, na predlog njenega vnuka, salzburškega kneza-nadškofa Vladislava. Je zavetnica Šlezije, Andechsa, rimskokatoliške nadškofije Vroclav in rimskokatoliške škofije Görlitz. Njen god se po splošnem rimskem koledarju praznuje 16. oktobra. Red svetega Pavla Prvega puščavnika, ki jo šteje za veliko dobrotnico, jo goduje 8. junija.
Legenda iz 17. stoletja pravi, da se je Hedvika med romanjem v Rim ustavila v Bad Zellu v Avstriji, kjer je odkrila izvir zdravilne vode, ki še danes nosi njeno ime.
Leta 1773 je pruski kralj Friderik II. Veliki, dal potem, ko je v prvi šlezijski vojni osvojil in priključil večji del Šlezije, za katoliške priseljence iz Zgornje Šlezije v Berlinu zgraditi cerkev sv. Hedvike, ki je od leta 1930 stolnica rimskokatoliške nadškofije Berlin.
Marca 2020 so poročali o odkritju Hedvikinih posmrtnih ostankov, pogrešanih več stoletij. Našli so jih v njenem svetišču v Trzebnici v srebrni skrinjici s svinčeno ploščico z napisom, ki potrjuje njeno identiteto.
Po Hedviki Šlezijski se imenujejo Hedvikini vinski kozarci, ki izvirajo iz srednjeveške normanske Sicilije.

## Otroci
Hedvika in Henrik I. sta imela sedem otrok:
- Nežo  (ok. 1190 – pred 11. majem 1214),
- Boleslava (ok. 1191 – 10. september 1206/1208),
- Henrika II. Pobožnega (ok. 1196 – ubit v bitki pri Legnici  9. aprila 1241),
- Henrika Kodravega  (ok. 1198 – Czerwony Kosciol, 4. september 1213),
- Sofijo (ok. 1200 – pred  22./23. marcem 1214),
- Gertrudo  (ok. 1200 – Trebnitz, 6./30. december 1268), opatinjo v Trebnitzu, in
- Vladislava [?] (pred 25. decembrom 1208 – 1214/1217).